# Placă video

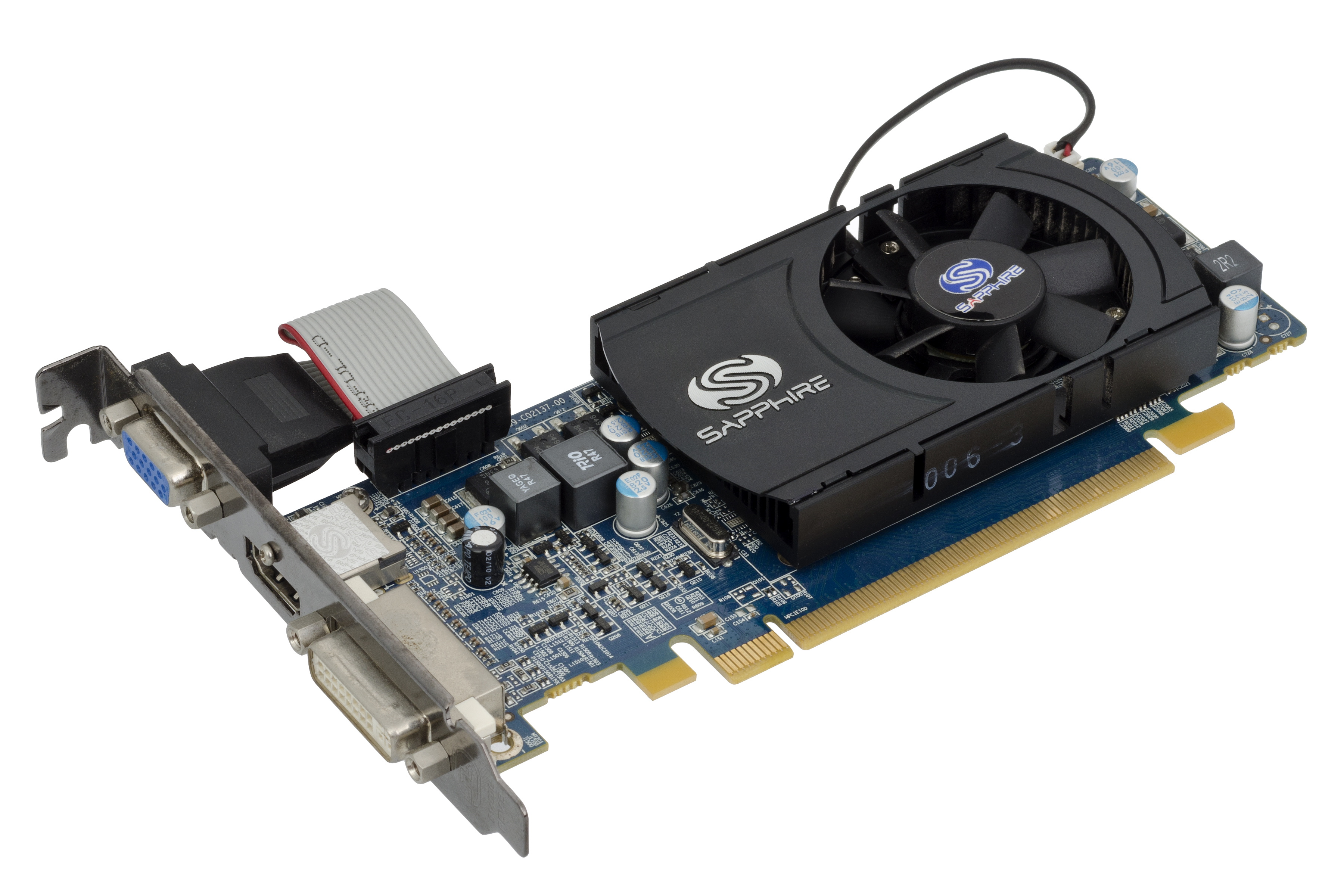
Exemplu de placă video

O placă video, adaptor video sau placă grafică este un card de expansiune a cărui funcție este de a genera imagini către un monitor. Multe plăci video au funcții adăugate, precum redarea accelerată de scene 3D și grafică 2D, adaptor TV tuner, decodare MPEG-2/MPEG-4 sau capacitatea de a utiliza mai multe monitoare (multi-monitor), RTX (Re-Tra-cing) sau DLSS (Deep Learning Super Sampling). Alte plăci video moderne sunt utilizate pentru jocurile pentru PC. 
Plăcile video pot fi integrate în procesor la unele PC-uri. Acest cip grafic are de obicei o cantitate mică de memorie și preia o parte din memoria RAM a sistemului principal, reducând astfel memoria RAM totală disponibilă. Aceasta se mai numește grafică integrată care are un nivel scăzut de performanță și este nedorită de cei ce își doresc să ruleze aplicații 3D. Aproape toate plăcile de bază permit dezactivarea graficii integrate prin intermediul BIOS-ului. Pentru acest lucru este necesar ca placa de bază să fie prevăzută cu suport AGP, PCI sau PCI-Express, pentru atașarea unei plăci video dedicate. Plăcile de bază de top permit adăugarea mai multor plăci video, acestea putând fi conectate între ele prin interfața SLI pentru plăcile video produse de NVIDIA, și CrossFire pentru cele produse de AMD.

## Istorie
Prima placă video IBM PC, care a fost lansată cu primul IBM PC, a fost dezvoltată de IBM în 1981. MDA (Monochrome Display Adapter) putea funcționa doar în modul text, reprezentând 80 de coloane și 25 de linii (80x25) pe ecran. Avea o memorie de doar 4KB și o singură culoare. VGA a fost larg acceptat, permițând anumitor corporații cum ar fi AMD, Cirrus Logic și S3, de a lucra cu placa video, îmbunătățindu-i rezoluția și numărul de culori. Astfel s-a dezvoltat SVGA (Super VGA), care a ajuns la 2 MB de memorie video și o rezoluție de 1024x768 cu 256 de culori.
În 1995 primele plăci video 2D/3D au fost lansate, dezvoltate de Matrox, Creative, S3, ATI și altele. Aceste plăci video au urmat SVGA, dar aveau implementate funcții 3D. În 1997 a fost lansat cipul grafic Voodoo 3dfx, care a fost mult mai puternic în comparație cu celelalte, introducerea unor efecte 3D, cum ar fi cartografierea PMI, Z-buffering și anti-aliasing în piața de consum.
După această placă, o serie de plăci 3D au fost lansate, cum ar fi Voodoo2, TNT și TNT2 de la NVIDIA. Intel a dezvoltat AGP (Accelerated Graphics Port) care a rezolvat problema dintre procesor și placa video.
Din 1999 până în 2002, NVIDIA deținea controlul pe piață cu familia GeForce. În acest moment îmbunătățirile au fost efectuate la algoritmii 3D și la procesorul grafic, memoria a crescut, de asemenea pentru a îmbunătăți rata de date.
Tehnologia DDR a fost încorporatǎ, capacitatea de memorie a crescut de la 32 MB cu GeForce la 128 MB cu GeForce 4.
Din 2003 ATI (Cumpărat ulterior de AMD) și NVIDIA au dominat piața plăcilor video cu liniile Radeon și GeForce, respectiv.
Acum, majoritatea calculatoarelor folosesc plăci video pe interfața PCIe (PCI Express) (PCI = Peripheral Component Interconnect).
Cea mai puternică placă video care se cunoaște în prezent este Nvidia GeForce RTX 5090, cu 32GB memorie video ce dispune de 512 biți lățime de bandă, ceea ce-i permite să suporte cu ușurință rularea jocurilor PC sau a videoclipurilor la rezoluție 8K (7680 × 4320).

## Vezi și
- MPEG
- Unitate de procesare grafică

## Legături externe
- en Large image of graphic card history tree
- How It's Made - Computer Graphics Cards YouTube video